# Iván Peñaranda
Iván Peñaranda Llauradó (Santa Eulalia de Ronsana, Barcelona, España, 6 de marzo de 1981) es un exfutbolista español que jugaba como delantero.

## Trayectoria
Comenzó jugando en el E. C. Granollers, club que abandonó a la edad de diez años para ingresar en la cantera del F. C. Barcelona. Posteriormente, en el verano de 1998, se incorporó al equipo juvenil del R. C. D. Mallorca después de alegar un cambio de residencia. El 10 de mayo de 1999 debutó en Segunda División con el R. C. D. Mallorca "B" durante un encuentro disputado frente al C. D. Ourense. Tras jugar la campaña 1999-2000 con el filial mallorquinista, esta vez en Segunda División B, rescindió su contrato con la entidad y, en el mes de septiembre de 2000, fichó por el A. C. Milan para su segundo equipo.
No obstante, en los siguientes años afrontó una serie de cesiones que lo llevaron a los siguientes equipos: en enero de 2001 fue cedido al Real Sporting de Gijón "B", en febrero de 2002 fue cedido al C. E. Sabadell F. C., en agosto de 2002 fue cedido al C. D. Santa Clara, durante la temporada 2003-04 militó en el C. D. Toledo y en la 2004-05 hizo lo propio en el C. F. Sporting Mahonés.
En enero de 2006 fichó por el C. D. Burriana procedente de la U. D. Vall de Uxó. Durante la campaña 2006-07 jugó en el Calasparra C. F. Tras militar en el Ciudad de Lorca C. F., en octubre de 2008 fichó por el C. E. Mataró. En diciembre de 2008 fichó por el C. D. Ronda, club que abandonó en marzo de 2009.

## Clubes
| Club                       | País     | Año       |
| -------------------------- | -------- | --------- |
| R. C. D. Mallorca "B"      | España   | 1999-2000 |
| A. C. Milan "B"            | Italia   | 2000-2001 |
| Real Sporting de Gijón "B" | España   | 2001      |
| C. E. Sabadell F. C.       | España   | 2002      |
| C. D. Santa Clara          | Portugal | 2002-2003 |
| C. D. Toledo               | España   | 2003-2004 |
| C. F. Sporting Mahonés     | España   | 2004-2005 |
| U. D. Vall de Uxó          | España   | 2005-2006 |
| C. D. Burriana             | España   | 2006      |
| Calasparra F. C.           | España   | 2006-2007 |
| Ciudad de Lorca C. F.      | España   | 2007-2008 |
| C. E. Mataró               | España   | 2008      |
| C. D. Ronda                | España   | 2008-2009 |